# Joey Konings
Joey Konings (Schaijk, 21 april 1998) is een Nederlands voetballer die als aanvaller voor FC Eindhoven speelt.

## Clubcarrière
Konings verruilde in 2008 de jeugdopleiding van RKC Waalwijk voor de jeugdopleiding van PSV. Hij maakte op 27 november 2015 zijn debuut in het betaald voetbal namens Jong PSV in een met 1-4 verloren thuiswedstrijd tegen FC Dordrecht. Konings kwam een halfuur voor tijd het veld in als vervanger van Kenneth Paal.
Als centrumspits in het beloftenelftal van Heracles Almelo werd hij in het seizoen 2018/19 gedeeld topscorer van de Reservecompetitie, nadat hij over 12 wedstrijden in Poule A en de kampioenspoule twaalf doelpunten maakte.
Na twee seizoenen gespeeld te hebben voor De Graafschap tekende Koning op 23 juni 2022 een contract voor twee seizoenen bij FC Den Bosch Voor FC Den Bosch scoorde hij op de achtste speeldag zijn eerste twee doelpunten. Thuis tegen TOP Oss maakt hij op 17 september 2022 de 1-1 en 2-1, in de uiteindelijk met 4-1 gewonnen wedstrijd.
Op 23 augustus 2023 tekende Konings bij Emmen een contract voor twee jaar. De aanvaller was in zijn debuutseizoen een vaste waarde en reikte met de ploeg uit Emmen tot de halve finale van de play-offs om promotie. In het seizoen 2024/25 kwam Konings onder nieuwe trainer Robin Peter niet in actie en zat hij enkel in de openingswedstrijd tegen FC Dordrecht bij de wedstrijdselectie. Op 2 januari 2025 werd na wederzijds overleg tussen FC Emmen en Joey Konings besloten om zijn contract te ontbinden. Nadien ging hij op proef bij FC Eindhoven, waar hij een maand later een contract tekende.

## Clubstatistieken
| Seizoen     | Club            | Competitie     | Competitie | Competitie | Beker | Beker | Internationaal | Internationaal | Totaal | Totaal |
| Seizoen     | Club            | Competitie     | Wed.       | Dlp.       | Wed.  | Dlp.  | Wed.           | Dlp.           | Wed.   | Dlp.   |
| ----------- | --------------- | -------------- | ---------- | ---------- | ----- | ----- | -------------- | -------------- | ------ | ------ |
| 2015/16     | Jong PSV        | Eerste divisie | 1          | 0          | —     | —     | —              | —              | 1      | 0      |
| 2016/17     | Jong PSV        | Eerste divisie | 1          | 0          | —     | —     | —              | —              | 1      | 0      |
| 2017/18     | Jong PSV        | Eerste divisie | 14         | 1          | 0     | 0     | —              | —              | 14     | 1      |
| Club totaal | Club totaal     | Club totaal    | 16         | 1          | 0     | 0     | 0              | 0              | 16     | 1      |
| 2018/19     | Heracles Almelo | Eredivisie     | 15         | 2          | 0     | 0     | —              | —              | 17     | 2      |
| 2019/20     | Heracles Almelo | Eredivisie     | 15         | 1          | 1     | 0     | —              | —              | 16     | 1      |
| Club totaal | Club totaal     | Club totaal    | 30         | 3          | 1     | 0     | 0              | 0              | 31     | 3      |
| 2020/21     | De Graafschap   | Eerste divisie | 31         | 3          | 2     | 1     | —              | —              | 33     | 4      |
| 2021/22     | De Graafschap   | Eerste divisie | 31         | 7          | 1     | 1     | —              | —              | 32     | 8      |
| Club totaal | Club totaal     | Club totaal    | 62         | 10         | 3     | 2     | 0              | 0              | 65     | 12     |

Bijgewerkt op 24 juni 2022

## Interlandcarrière
Konings speelde zes interlands voor Nederland –16, waarin hij vier keer wist te scoren. Hij debuteerde in september 2015 in het Nederlands voetbalelftal onder 17, op het EK 2015.
1 Borgmans ·
4 Peijnenburg ·
5 Swerts ·
6 Dorenbosch ·
7 Blummel ·
8 S. Simons ·
10 Van Schuppen ·
11 Sleegers ·
15 Huisman ·
18 Limouri ·
19 Van Eijndhoven ·
20 Verheij ·
21 Muller ·
23 Konings ·
24 Van Aarle ·
25 Douglas ·
26 Brondeel ·
27 El Bouchataoui ·
28 Deenen ·
29 Smulders ·
29 Driessen Méndez ·
30 Fancito ·
30 Van Zutphen ·
31 Manders ·
32 Janga ·
33 Seedorf  ·
34 T. Simons ·
43 Kwaaitaal ·
99 Persyn ·
Coach: Verberne
· Assistent-trainer: Van Dijk
· Assistent-trainer: Riemersma
· Keeperstrainer: Segers